# 黑青鱂
黑青鱂（學名：Oryzias nigrimas）是辐鳍鱼纲颌针目异鳉科青鱂屬下的一種淡水魚，該物種原産於印尼蘇拉威西島上的波索湖中，體長可達4.7公分。